# John Bell (historien)
Pour les articles homonymes, voir John Bell et Bell.
John Bell (né en 1952 à Montréal) est un archiviste et écrivain canadien. Il a travaillé à la Bibliothèque et Archives Canada d'Ottawa. Il est spécialisé dans l'histoire du comic book canadien anglais.

## Biographie
Il collabore à plusieurs publications telles Literary Review of Canada (en), Event, This Magazine (en) et Maisonneuve. Il est rédacteur en chef du magazine de poésie Arc. Il écrit sur la bande dessinée dans des publications telles The Comics Journal, L'Encyclopédie canadienne, The Classics Collector et Heritage Post.
Considéré comme un expert des comics canadiens (en), il publie plusieurs ouvrages sur le sujet, dont Canuck Comics (1986), Guardians of the North (1992) et Invaders from the North (2006).
En 1992, il organise l'exposition Guardians of the North: The National Superhero in Canadian Comic-Book Art, revue et augmentée lors de sa publication sur un site web de Bibliothèque et Archives Canada.
En 1996, Bell lègre sa collection de bandes dessinées à la Rare Book Division de Bibliothèque et Archives Canada, où elle a été intégrée sous le nom de John Bell Canadian Comic Book Collection.

## Œuvres
- (en) Invaders from the North (en): How Canada Conquered the Comic Book Universe. Toronto: Dundurn Press (en), 2006. Foreword by Seth  (ISBN 978-1-55002-659-7).
- (en)Confederate Seadog (en): John Taylor Wood in War and Exile. McFarland & Co., 2002  (ISBN 978-0-7864-1352-2).
- (en)Guardians of the North (en): The National Superhero in Canadian Comic-Book Art. Bibliothèque et Archives Canada, 1992  (ISBN 0-662-19347-4).
- (en)Canuck Comics (en): A Guide to Comic Books Published in Canada. Matrix Books, 1986. Foreword by Harlan Ellison  (ISBN 0-921101-00-7).